# 薩瓦納斯德聖安赫爾
薩瓦納斯德聖安赫爾是哥倫比亞的城鎮，位於該國北部，由馬格達萊納省負責管轄，距離首府聖瑪爾塔160公里，始建於1599年8月26日，面積1,195平方公里，海拔高度75米，2005年人口14,353。

## 外部連結
- （西班牙文） Sabanas de San Angel official website
- （西班牙文） Gobernacion del Magdalena - municipios: Sabanas de San Angel

10°02′00″N 74°13′00″W / 10.0333°N 74.2167°W